# Acqua di fondo dell'Oceano antartico

L'acqua di fondo dell'Oceano antartico si forma per il raffreddamento delle acque superficiali nelle polinie (le aree di mare libero circondate da ghiacci).

L’acqua di fondo dell'Oceano antartico (abbreviata in AABW, dall'acronimo inglese "Antarctic Bottom Water") è una massa d'acqua dell'Oceano antartico che circonda l'Antartide ed ha una temperatura compresa tra -0,8 e 2 °C, con una salinità che va da 34,6 a 34,7 psu (practical salinity unit, l'unità di misura della salinità).
È la più densa massa d'acqua di tutti gli oceani del globo terrestre e si posiziona al di sotto dei 4000 m in tutti i bacini oceanici che hanno un collegamento con l'Oceano antartico a quella profondità. Si tratta anche della più fredda massa d'acqua di fondo, con importanti conseguenze sulla circolazione oceanica.
L'acqua di fondo dell'Antartico ha un contenuto di ossigeno superiore a quello delle altre acque oceaniche di profondità. L'effetto è collegato alla decomposizione del contenuto organico presente nelle acque profonde degli altri oceani e funziona da sistema di ventilazione per le acque profonde.